# (255073) Victoriabond
(255073) Victoriabond est un astéroïde de la ceinture principale.

## Description
(255073) Victoriabond est un astéroïde de la ceinture principale. Il fut découvert le 30 octobre 2005 à l'Observatoire des Côtes de Meuse par Matthew Dawson. Il présente une orbite caractérisée par un demi-grand axe de 2,93 UA, une excentricité de 0,10 et une inclinaison de 3,0° par rapport à l'écliptique.

## Compléments